# Депортация в Бисби
Депортация в Бисби (англ. Bisbee Deportation) — акт насильственного перемещения работников медной шахты в городе Бисби, недовольных зарплатой и условиями труда, в результате сговора представителей крупного бизнеса, полиции, а также рабочих, изъявивших желание выступить с оружием в руках против бастующих шахтёров.
12 июля 1917 года 1386 шахтёров под угрозой смерти были погружены в вагоны товарного поезда и против воли перевезены из Аризоны в Нью-Мексико, где их высадили посреди безлюдной пустыни без еды и воды, где они провели более полутора суток, пока не были спасены солдатами Армии США.

## Предыстория
В 1907 году Аризона стала ведущим регионом США по добыче меди, переняв этот титул у Монтаны. Одновременно с этим в Бисби, где находилось одно из крупнейших месторождений меди в Аризоне, контроль за добычей полезных ископаемых перешёл в руки частной компании «Phelps Dodge». Местные шахтёры недовольные зарплатой и условиями труда, предоставляемыми новой компанией, в 1917 году организовали собственное рабочее движение с помощью организации «Индустриальные рабочие мира» (IWW). 24 июня в Бисбейском филиале IWW шахтёры выдвинули требования, направленные на повышение заработной платы и улучшение условий труда, на которые компания-владелец шахты отказалась отвечать. Спустя два дня IWW объявила о начале забастовки, в ответ на что глава Phelps Dodge Джеймс Дуглас заявил что «...политика компании по
обращению с собственными сотрудниками не будет изменена, и любые требования
этой организации будут отклонены, даже если такой отказ приведёт к закрытию её шахт на неопределённый период». В тот же день, когда начались протесты, в Бисби прибыл шериф округа Кочис Гарри Уиллер, немедленно организовавший в городе оперативный штаб по контролю над ситуацией. Опасаясь того, что забастовка рабочих против частной компании перерастёт в выступление против правительства, Уиллер попросил губернатора Аризоны Томаса Кэмпбелла обратиться к президенту США Вудро Вильсону с призывом ввести в Бисби войска. Отправив соответствующий запрос на имя президента, Кэмпбелл получил отказ от военного ведомства, которое сочло задействование военных нецелесообразным. 11 июля в Бисби состоялась встреча более чем пятидесяти представителей крупного бизнеса Бисби с полицейскими (Лига Лояльности), а также с городскими рабочими, готовыми с оружием в руках выступить против бастующих шахтёров (Лига защиты граждан). На собрании было принято предложение главы компании «Calumet» Джона Гринуэя насильно выдворить шахтёров за пределы штата, оставив их на произвол судьбы:

...достать поезд и отправить бастующих в Колумбус, где Дядя Сэм позаботится о них.
Оригинальный текст (англ.)...get a train and run the strikers to Columbus, where Uncle Sam would take care of them.
— Джон Гринуэй

## Ход событий
Ранним утром 12 июля 1917 года вооружённые люди, действующие как Posse comitatus, начали врываться в дома шахтёров и выдёргивать из постелей и из-за обеденных столов всех мужчин, которые каким-либо образом были причастны к забастовке. Боевики с белыми опознавательными повязками на руках выводили шахтёров на улицу и спрашивали каждого хочет ли он продолжать работать на прежних условиях, если ответ был отрицательным, то рабочего заставляли встать в очередь, из которой его затем отвозили на железнодорожную станцию, которая служила
пунктом временного содержания, и наконец, отправляли маршем на бейсбольную площадку в соседнем городе Уоррен. Из Уоррена задержанных, выстроенных в две шеренги, провели вдоль железнодорожных путей к станции Эль-Пасо, являющейся частью Нью-Мексиканской Юго-западной железной дороги и заставили зайти в вагоны товарного поезда. Заперев шахтёров, боевики сели в автомобили и вместе с поездом тронулись в сторону штата Нью-Мексико, по маршруту: Дуглас — Нако — Хачита — Колумбус. Прибыв в Колумбус, боевики не смогли высадить заключённых из поезда, так как встретили отпор со стороны местного констебля, который приказал немедленно покинуть вверенную ему территорию. Отъехав от Колумбуса на семь миль на восток, конвоиры высадили шахтёров в пустыне близ станции Херманес, без достаточного количества еды и воды и уехали в сторону Бисби, запретив шахтёрам возвращаться в Аризону. Несколько шахтёров сразу же отправились в Колумбус, откуда к одиннадцати часам вечера 13 июля вернулись с провизией. Устроившись на ночлег прямо на железнодорожных путях, утром 14 июля шахтёры были разбужены солдатами Армии США, которые отвезли их в Колумбус, накормили, а также разбили для них палатки.

## Последствия

### Расследование
Узнав о произошедшем и приняв во внимание прошение губернатора Кэмпбелла о вводе в Бисби федеральных войск, полученное ранее, Президент США Вудро Вильсон поручил военному министру Ньютону Бейкеру провести расследование инцидента. В ходе следствия были выяснены следующие обстоятельства инцидента:
1. При сборе людей в очередь на улице в Бисби, один из шахтёров отказался выходить из дома и через дверь выстрелил в помощника шерифа, за что получил в свою сторону серию выстрелов из винтовок. И шахтёр, и помощник шерифа были признаны скончавшимися на месте[7].
2. При попытке женщин передать питьевую воду шахтёрам во время марша из Бисби в Уоррен, конвоиры немедленно опрокидывали резервуары с жидкостью со словами: «Сукиным детям вода не положена!»[6].
3. Людей для депортации боевики выбирали наугад. Так в числе незаконно перемещённых оказались люди не принимавшие участие в забастовке и не имеющие никакого отношения к медной шахте[6].

Главным доводом в пользу правомерности депортации была версия следствия об агрессивности протестующих и нарушения закона с их стороны. Для проверки этой версии были допрошены несколько очевидцев событий:

#### Мирный характер протеста
Полицейский судья Фрэнк А. Томас считал что насильственное перемещение было излишней мерой, так как и без того мирный протест постепенно шёл на спад:

Бастующие изо всех сил старались вести себя мирно. ...Не было никаких насильственных действий или чего-то подобного, единственное, что они делали это пикетировали и собирались в толпы на улице, из-за чего на дорогах возникали
пробки. ...Забастовка умирала естественной смертью. ...Когда забастовка бы прекратилась, люди вернулись бы к своим рабочим обязанностям.
— Фрэнк А. Томас
О неагрессивности протестующих также свидетельствовал Государственный инспектор по шахтам Аризоны Эдвард Мэсси:

...единственное, что я видел во время забастовки, это пикетчики на складе, а также
перед магазином «Copper Quinn», которые просто ходили взад-вперёд.
— Эдвард Мэсси
Более того, на судебном процессе были высказаны мнения не только о безопасности протеста, но и о его благотворном влиянии на город. С этой позицией выступили Сэмюэл Гомперс, являющийся президентом Американской федерации труда и представитель Службы маршалов США Дж. Макдональд:

"...это было
даже более мирно, чем обычно... Бастующие через свою организацию проинструктировали бутлегеров, которых они знали, не продавать мужчинам спиртное, иначе они сдадут их шерифу, и по этой причине, насколько я знаю, в округе практически не продавалось спиртного, и
это, конечно, сделало город намного более спокойным.
— Дж. Макдональд

#### Агрессивный характер протеста
В поддержку мнения об агрессивном и деструктивном характере забастовки были высказаны несколько доводов, в том числе от одного из участников депортации и по совместительству заместителя государственного инженера Дж. С. Райана, отвечавшего на вопросы судебного секретаря Уилсона:

Уилсон: Вы говорите, что определённые люди угрожали взорвать определённые здания?
Райан: Они угрожали на улицах, что взорвут определённые здания.
Уилсон: Вы знаете, кем они были?
Райан: Они ходили по разным пансионам и угрожали.
Уилсон: Вы знаете, кем они были?
Райан: Нет.

В своём совместном заявление шериф Уиллер и Лига Лояльности заявляли следующее:

Пикетчики занимались массовым запугиванием и угрозами убийством, за что не понесли никакого наказания.

### Наказание
По итогам расследования, в декабре 1917 года президент Вильсон отправил губернатора Кэмпбелла в отставку.